# Bedros Zaroyan
Bedros Zaroyan (arménien : Պետրոս Զարոյեան), né le 6 décembre 1903 à Constantinople et mort le 29 janvier 1986 à Marseille, est un écrivain et rédacteur en chef arménien.

## Biographie
Bedros Zaroyan naît à Constantinople le 6 décembre 1903, fils de Garabed et Serpouhie Zaroyan. Il fait ses études primaires à l'école Khorênian de Balat, puis continue au lycée Guétronagan en 1918-1922, où il a pour professeurs Vahan Tékéyan et Hagop Oshagan.
Il s'installe à Marseille en 1922-1923 et y vit jusqu'en 1933,. Là, avec Zareh Vorpouni, son beau-frère, qu'il connaît depuis ses années d'études à Constantinople, il lance la revue Nor Havadk.
Il s'installe ensuite en région parisienne, à Aulnay-sous-Bois, où il dirige pendant quelque temps le journal Ապագայ (Abaka), position qu'il quitte pour lancer la revue littéraire Mechagouyt avec Kégham Atmadjian. Il fonde en octobre 1938 la revue Լուսաբաց (Loussapats) avec Zareh Vorpouni, revue qui connaît quatre numéros jusqu'en mars 1939. Il collabore aussi aux revues Anahit, Menk, Zvartnots ou encore Baykar.
Krikor Beledian le décrit comme un « personnage remuant pour ne pas dire querelleur. Non seulement il lance et dirige des revues, fait un travail de critique volontairement provocateur, s'en prenant aussi bien à ses maîtres d'antan qu'à ses condisciples, mais il écrit [aussi] des textes de création ». Il est aussi proche des communistes.
Après la guerre, il participe à la revue Arevmoudk puis dirige la revue Hay Midk (1954-1955). Il obtient la même année un poste d'enseignant au collège Melkonian de Chypre, mais rentre en France deux ans plus tard pour s'installer dans la région de Marseille. On le retrouve ensuite dans le comité de rédaction du Kragan Amsatert (« Journal littéraire ») lancé en décembre 1961.
Il meurt le 29 janvier 1986 à Marseille. Son corps est rapatrié de Marseille à Paris. Il est enterré au cimetière parisien de Bagneux, dans la tombe des intellectuels arméniens.

## Œuvre
- (hy) Մեռնողները [« Les Mourants »], Marseille, Impr. A. Eretsian,‎ 1928, 84 p. (lire en ligne) (pièce de théâtre)[12][13],[14]
- (hy) Ակսել Բակունց եւ իր «Սեւ ցելերի սերմնացանը» [« Axel Pagounts et son Semeur de graines »], Paris, Impr. Araxes,‎ 1935, 30 p. (BNF 41392490, lire en ligne) (en hommage à Aksel Bakounts)
- (hy) Սեւ ու Ճերմակ [« Noir et Blanc »], Paris, Impr. Araxes (Topalian Frères),‎ 1941, 69 p., illustré par Puzant Topalian[6]
- (hy) Մենք ալ Հայրենիք Ունինք [« Nous aussi avons une patrie »], Beyrouth, Impr. Atlas,‎ 1965, 94 p.